# Дъщерята на посланика
Дъщерята на посланика (на турски: Sefirin Kızı) е турски драматичен сериал, излъчен премиерно през 2019 г.

## Сюжет
Санджар е син на беден арендатор и никога не е напускал родното си село в Мугла. Наре, от друга страна, е дъщеря на посланик и гражданин на света. Тя е расла в Осло, Токио, Кейптаун, Ню Делхи, Отава... Още докато са били деца, те се влюбват един в друг. Израствайки, Санджар учи за света от Наре, докато Наре научава за страната си от Санджар. Копнеещи един за друг, те се виждат само двадесет дни, всяка година и никога не спират да мислят един за друг. Борейки се за любовта си, те се противопоставят на различния си социален статус. Но на 18 си рожден ден, Наре е изнасилена от Акън, сирак, осиновен от баща й. В деня на сватбата им Саджар разбира, че тя е била с друг мъж, но не й вярва, че е била изнасилена. Смята, че тя има много любовници в различните краища на света. Той я гони, а Наре, отчаяна, скача от стръмна скала. Някои смятат, че е загинала, а други, че е в чужбина. Години по-късно в деня на сватбата на Санджар с друга жена, Наре се появява с малко момиченце за ръка - Мелек. Детето е тяхната дъщеря. Но Санджар и Наре вече са различни хора. Той е забогатял, а тя е станала смела.

## Излъчване
| Сезон | Епизоди | Начало на сезона | Край на сезона | Всички епизоди | ТВ сезон    | ТВ канал | Дата и час                                    |
| ----- | ------- | ---------------- | -------------- | -------------- | ----------- | -------- | --------------------------------------------- |
| 1     | 17      | 16 декември 2019 | 22 юни 2020    | 1 – 17         | 2019 – 2020 | Star TV  | понеделник (20:00)                            |
| 2     | 35      | 7 септември 2020 | 11 май 2021    | 18 – 52        | 2020 – 2021 | Star TV  | понеделник (1 - 46)/вторник (47 - 52) (20:00) |

Излъчването на първия сезон на сериала бива прекъснато на 30 март 2020 г. с показването на 15-а серия поради пандемията от COVID-19. На 15 и 22 юни 2020 г. са излъчени последните два епизода от сезона.

## Излъчване в България
| Сезон | Епизоди | Начало на сезона    | Край на сезона      | Всички епизоди | Година         | ТВ канал     | Ден и час на излъчване     |
| ----- | ------- | ------------------- | ------------------- | -------------- | -------------- | ------------ | -------------------------- |
| 1     | 61      | 18 юли 2022 г.      | 10 октомври 2022 г. | 1 – 61         | 2022 г.        | Диема Фемили | всеки делничен ден (22:00) |
| 2     | 119     | 11 октомври 2022 г. | 24 март 2023 г.     | 62 – 180       | 2022 – 2023 г. | Диема Фемили | всеки делничен ден (22:00) |

## Актьорски състав
- Енгин Акюрек – Санджар Ефеоглу
- Туба Бююкюстюн – Мави Чънар-Ефеоглу
- Неслихан Атагюл – Наре Челеби
- Берен Генчалп – Мелек Ефеоглу
- Гонджа Джиласун – Халисе Ефеоглу
- Догукан Полат – Яхия Ефеоглу
- Хивда Зизан Алп – Елван Ефеоглу
- Джемре Йоктем – Зехра Каврук
- Ердал Кючюккьомюрджю – Гювен Челеби
- Едип Тепели – Йомер Каврук
- Сами Аксу – Неджет Йълмаз
- Илайда Илдър – Дуду
- Шафак Башкая – Седат
- Ферит Актуу – Бора
- Есра Къзълдоган – Мюге Ъшъклъ
- Йозлем Чакар Ялчънкая – Рефика Ъшъклъ
- Бюлент Шакрак – Кахраман Боз
- Гьозде Чъгаджъ – Джейлян
- Ураз Кайгълароолу – Гедиз Ъшъклъ
- Зерин Сюмер – Фериде Ефеоглу
- Нилюфер Кълъчарслан – Атике Йълмаз
- Тюлин Едже – Менекше Йълмаз
- Дуйгу Караджа – Еше
- Фуркан Аксой – Локман
- Ерхан Алпай – Акън Байдар

## В България
В България сериалът започва на 18 юли 2022 г. по Диема Фемили и завършва на 24 март 2023 г. На 22 август започва повторно излъчване по Нова телевизия и приключва на 25 декември. На 7 октомври 2023 започва повторно излъчване по Диема Фемили и завършва на 11 август 2024 г. Ролите се озвучават от Нина Гавазова, Даниела Сладунова, Силвия Русинова, Димитър Иванчев, Росен Русев и Константин Лунгов. На 7 октомври 2023 започва повторно излъчване по Диема Фемили.